# Lesley Rae Dowling
Lesley Rae Dowling là một ca sĩ kiêm nhạc sĩ người Nam Phi.

## Sự nghiệp âm nhạc
Lesley Rae Dowling được phát hiện tại Stellenbosch vào năm 1980 bởi người quản lý nghệ sĩ Paddy Lee Thorpe. Cô phát hành đĩa đơn đầu tiên (The Spaniard / Grips of Emotion) và album (Lesley Rae Dowling) vào năm 1981. Nhiều album của cô đã được sản xuất và đồng sáng tác bởi Tully McCully. Cô đã giành được nhiều giải thưởng âm nhạc ở Nam Phi trong sự nghiệp ca hát của mình, bao gồm nhiều giải thưởng Sarie (Công nghiệp ghi âm Nam Phi), một số giải thưởng SAMA, giải thưởng 3M Scotty và giải thưởng FNB SAMA.
Cô có mối quan hệ yêu / ghét nổi tiếng với ngành công nghiệp âm nhạc, và chưa bao giờ cảm thấy thoải mái với những màn trình diễn công khai. Cô sống trong trang trại của mình, "De Groote Zalze" gần Stellenbosch.

### Album
- Lesley Rae Dowling (1981)
- Unravished Brides (1982)
- Split (1983)
- Myths And Legends (1984)
- When The Night Comes (1986)
- Images (1989)
- The Best Of Lesley Rae Dowling (1990)
- Unbounded Waters (1993)
- Clear (1999)
- Conspirare - The Very Best Of (2001)
- State Of Grace (2004)
- Lesley Rae Dowling / Unravished Brides (2006)

### Đĩa đơn
- The Spaniard / Grips Of Emotion (1981)
- I'm A Woman (1982)
- I Wanna Dance With You (1986)
- It was the Wind (collaboration with Petit Cheval) (1986)
- Living Without Conversation (1987)